# Eressa strepsimeris
Eressa strepsimeris är en fjärilsart som beskrevs av Edward Meyrick. Eressa strepsimeris ingår i släktet Eressa och familjen björnspinnare. Inga underarter finns listade i Catalogue of Life.